# Tiểu Trái Đất

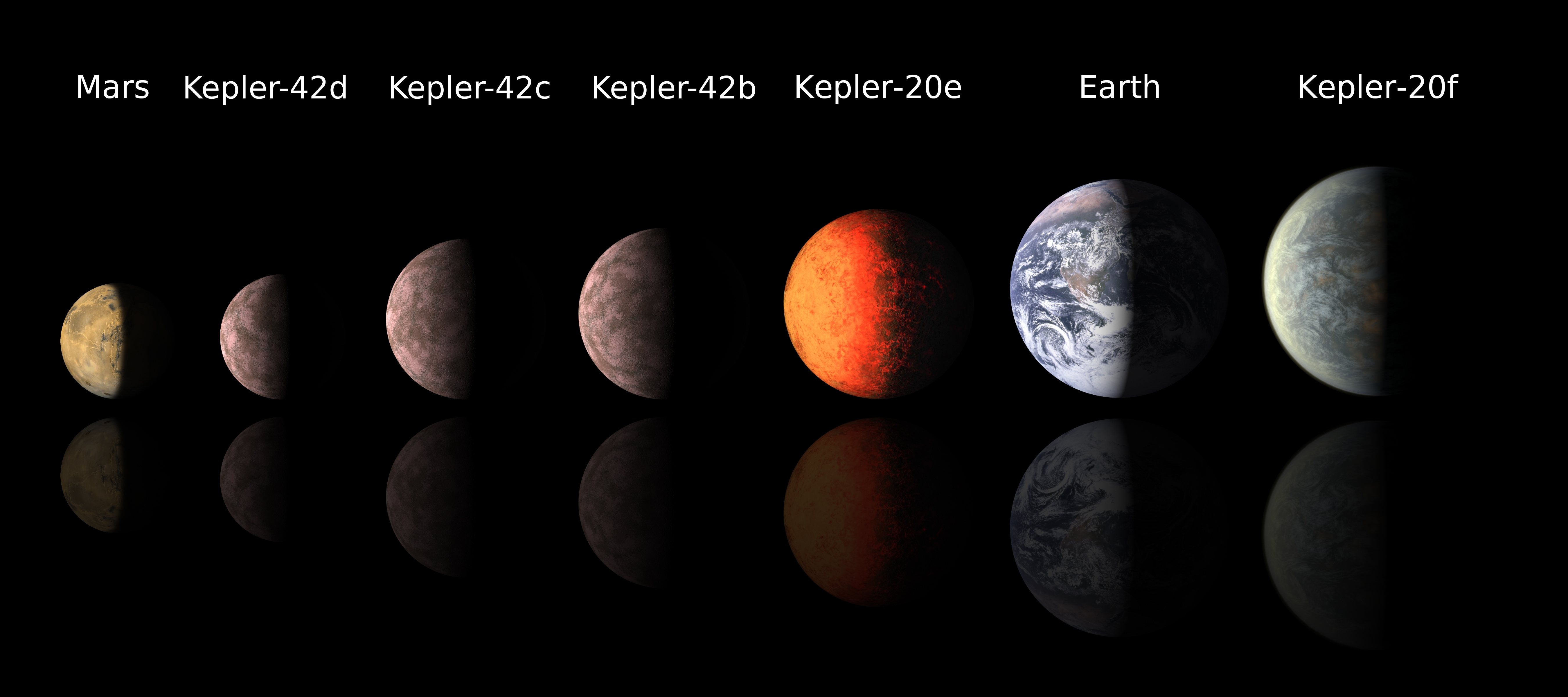
Hình minh họa so sánh kích thước của Trái Đất, Sao Hỏa và các ngoại hành tinh của Kepler-20 và Kepler-42.

Một tiểu Trái Đất là một hành tinh "nhỏ hơn đáng kể" so với Trái Đất và Sao Kim. Trong Hệ Mặt Trời, các hành tinh tiểu Trái Đất bao gồm Sao Thủy và Sao Hỏa. Các ngoại hành tinh tiểu Trái Đất thuộc loại khó phát hiện nhất vì kích thước và khối lượng nhỏ của chúng tạo ra tín hiệu rất yếu, tuy nhiên việc phát hiện ra chúng không phải là không thể. Một trong những ngoại hành tinh đầu tiên được phát hiện là một tiểu Trái Đất xung quanh một sao xung miligiây PSR B1257+12. Tiểu Trái Đất nhỏ nhất được biết đến là WD 1145+017 b với kích thước 0,15 bán kính Trái Đất (Rⴲ), hoặc nhỏ hơn một chút so với Sao Diêm Vương. Tuy nhiên, WD 1145+017 b không đủ lớn để đủ điều kiện là một hành tinh tiểu Trái Đất cổ điển và thay vào đó nó được định nghĩa là một hành tinh vi hình hoặc hành tinh lùn.
Kính viễn vọng không gian Kepler đã mở ra một lĩnh vực mới về khám phá các tiểu Trái Đất. Vào ngày 10 tháng 1 năm 2012, Kepler đã phát hiện ra ba tiểu Trái Đất đầu tiên xung quanh một ngôi sao bình thường, Kepler-42. Tính đến tháng 6 năm 2014, Kepler đã xác nhận được 45 hành tinh nhỏ hơn Trái Đất, trong đó có 17 hành tinh nhỏ hơn 0,8 Rⴲ. Bên cạnh đó, có hơn 310 hành tinh ứng cử viên với bán kính ước tính <1R ⴲ, với 135 trong số đó nhỏ hơn 0,8 Rⴲ.
Các tiểu Trái Đất thường có bầu khí quyển mỏng do cả lực hấp dẫn và từ trường của chúng đều yếu, khiến các hành tinh này không thể ngăn được bức xạ sao làm hao mòn bầu khí quyển của chúng. Trừ khi bị lực thủy triều đáng kể ảnh hưởng khi quay gần ngôi sao chủ, các tiểu Trái Đất cũng có thời gian hoạt động địa chất ngắn do kích thước nhỏ của chúng.